# 约根·比约恩斯塔
约根·比约恩斯塔（挪威語：Jørgen Bjørnstad，1894年4月2日—1942年7月10日），挪威男子竞技体操运动员。他曾代表挪威获得1920年夏季奥运会体操比赛男子团体自由式银牌。他于1942年在奥斯陆去世。